# Elaeagnus indica
Elaeagnus indica — вид квіткових рослин з родини маслинкових (Elaeagnaceae). Поширення: Південна Індія.

## Середовище
Населяє напіввічнозелені ліси.

## Біоморфологічна характеристика
Це дерев'яниста витка рослина (кущ), густо вкрита сріблястими лусками; колючки пазушні, прямі, 1–2 см завдовжки. Листя 9–14 × 6–7.5 см, яйцеподібне, верхівка гостра, зверху голе, знизу сріблясто-біле, жилки 5–7 пар, нечіткі. Квітки жовті, двостатеві, по 3–6 у пазушних пучках, на квітконіжках; оцвітина зеленувато-біла, 1 см завдовжки, частки 4, яйцеподібні; тичинки 4, нитки вільні. Горішок 2.6 × 1.2 см, вкритий потовщеною основою оцвітини, червонуватий, м'ясистий. Цвітіння та плодоношення: грудень-квітень.